# Ischyrosyrphus
Ischyrosyrphus är ett släkte av tvåvingar som ingår i familjen blomflugor.
Enligt Catalogue of Life omfattar släktet två arter:
- Ischyrosyrphus transfasciatus
- Ischyrosyrphus transifasciatus